# 栎球针壳
栎球针壳（学名：Phyllactinia roboris）是属于白粉菌目白粉菌科球针壳属的一种真菌，寄生在壳斗科植物上。该种分布于中国、日本、俄罗斯、波兰、美国、西欧等地。